# Невгоды
Невго́ды (укр. Невгоди) — село на Украине, находится в Овручском районе Житомирской области.
Код КОАТУУ — 1824285001. Население по переписи 2001 года составляет 448 человек. Почтовый индекс — 11162. Телефонный код — 4148. Занимает площадь 9,925 км².

## Адрес местного совета
11162, Житомирская область, Овручский р-н, с.Невгоды